# Batalla de Sekigahara
La batalla de Sekigahara (関ヶ原の戦い, Sekigahara no tatakai) fou una batalla decisiva en la història del Japó que va tenir lloc el 21 d'octubre del 1600 (Keichō 5, quinzè dia del novè mes segons l'antic calendari) a Sekigahara (actual prefectura de Gifu). Durant aquest conflicte es van enfrontar els exèrcits de les dues principals faccions del país: el seguidors de Toyotomi Hideyori (Exèrcit de l'Oest) i els de Tokugawa Ieyasu (Exèrcit de l'Est). Hi havia els que consideraven que Toyotomi Hideyori, fill de Toyotomi Hideyoshi, un dels grans unificadors del Japó, era qui havia de convertir-se en el dirigent del país; també hi havia els que donaven suport a Tokugawa Ieyasu, un dels dàimios o senyors feudals més prominents del país, perquè es convertís en el dirigent.
La victòria de l'«Exèrcit de l'Est» de Ieyasu li va merèixer passar a la història com «l'últim dels grans unificadors del Japó» juntament amb Oda Nobunaga i Toyotomi Hideyoshi. A més, li va aclarir el camí perquè obtingués el títol de shogun, la màxima autoritat política i militar del Japó en aquella època. Com a resultat de la batalla, s'establí el shogunat Tokugawa, l'últim shogunat de la història, que es perllongaria durant més de 250 anys al capdavant del govern.
La importància d'aquesta batalla, que va ser el desenllaç final de tota una campanya militar, rau en el fet que va permetre acabar amb una època de constants conflictes i lluites internes. Posteriorment, s'establiria una pau gairebé absoluta al llarg i ample de l'arxipèlag, només interrompuda per revoltes menors, que duraria fins al retorn de l'emperador del Japó com màxima autoritat durant la Restauració Meiji (1866-1869).
Tot i que no se sap amb exactitud la xifra dels soldats presents en el camp de batalla, la majoria dels especialistes asseguren que aquell dia es van donar cita entre 170.000 i 200.000 guerrers, i fins i tot alguns afirmen que aquesta batalla ha estat la més gran esdevinguda en sòl japonès en tota la seva història.

## Nom

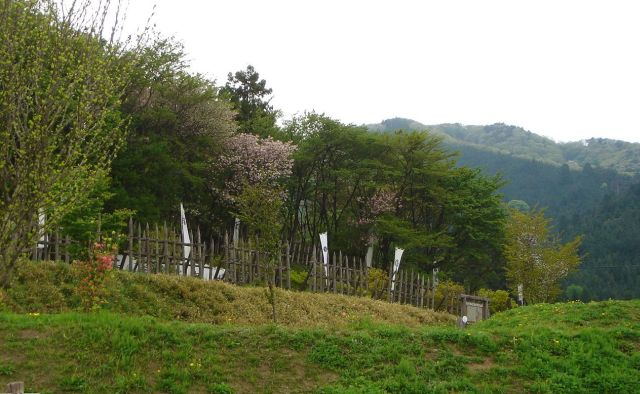
Vista actual del lloc on esdevengué la batalla el 1600.

Aquesta batalla històrica, també coneguda comunament en japonès com Tenka Wakeman no tatakai (天下分け目の戦い, lit. La batalla decisiva), rep el nom del poblat on es desenvolupà el conflicte bèl·lic: Sekigahara, ubicat al districte de Fuwa, a la prefectura de Gifu.
Cal esmentar dos aspectes fonamentals: tot i que generalment es considera com una sola batalla, en realitat va formar part de tota una campanya militar. Ambdós bàndols van efectuar moviments previs, assetjant els castells enemics i lluitant pel control de les principals vies de comunicació per tractar d'assegurar l'avantatge sobre l'adversari. Un altre aspecte a ressaltar és que, si bé tots dos bàndols s'havien preparat durant els mesos previs per al combat, l'elecció del lloc va ser una decisió presa ràpidament pel comandant d'un dels bàndols involucrats, Ishida Mitsunari, buscant la millor posició per les seves tropes. Irònicament, les mateixes característiques del terreny li jugarien en contra quan alguns dels seus aliats van canviar de bàndol.

## Context

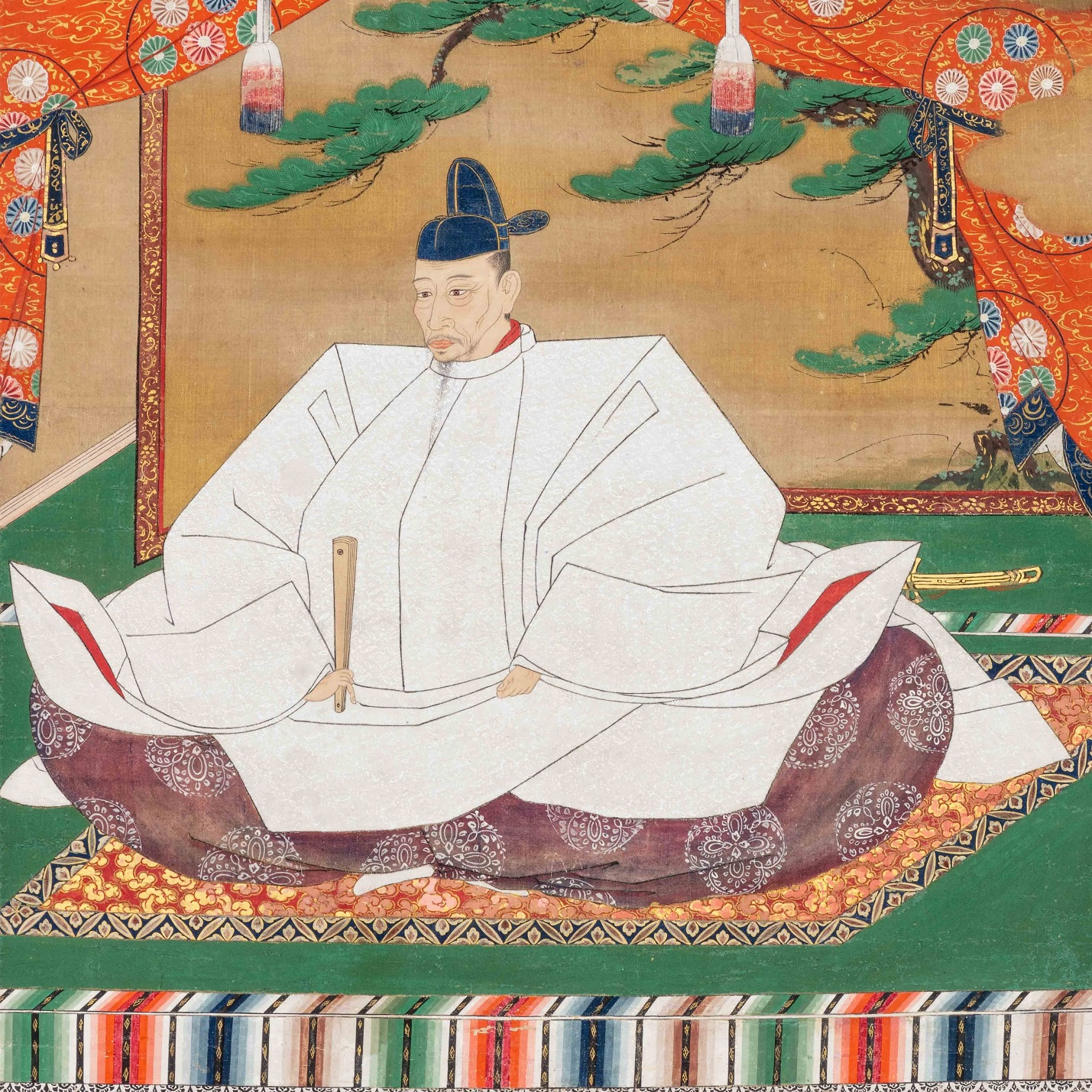
La mort de Toyotomi Hideyoshi va produir un gran buit de poder, al qual cosa portà a un país dividit en dos grans faccions que s'enfrontarien el 21 d'octubre del 1600.

Hideyoshi va ser el primer home que va aconseguir unificar realment el Japó en completar la tasca iniciada per Oda Nobunaga, qui va ser traït per un dels seus principals generals, Akechi Mitsuhide, durant l'«Incident de Honnōji». Tanmateix, Hideyoshi mai va poder convertir-se en shogun a causa del seu origen humil, que mai no va poder ser desmentit pels biògrafs aduladors de l'època que, tot i els nombrosos intents, no aconseguien lligar-lo familiarment al llegendari clan Fujiwara. Hideyoshi va haver d'acceptar a canvi el títol menor de kanpaku (关白, lit. Regent), títol que després va transferir al seu fill adoptiu Hidetsugu, prenent per a si el de taiko (太合, lit. Kanpaku no disponible).
Hideyoshi, als 57 anys, aconseguí tenir un fill propi, Toyotomi Hideyori, motiu pel qual ordenà a Hidetsugu que cometés el seppuku (suïcidi). Conscient de les disputes que es produirien a la seva mort, va nomenar un grup anomenat «Consell dels Cinc Regents» (precedit per Tokugawa Ieyasu i integrat a més per Maeda Toshiie, Uesugi Kagekatsu, Mori Terumoto i Ukita Hideie) amb l'objectiu que el consell governés fins que el seu fill complís la majoria d'edat, fent-los jurar que el tractarien com ell mateix.
Després de la mort de Toyotomi Hideyoshi el 1598 es va produir un important buit de poder. Tokugawa Ieyasu va començar a establir una sèrie d'aliances amb figures poderoses del país per mitjà de matrimonis arreglats, per la qual cosa Ishida Mitsunari, un dels cinc bugyō (奉行, lit. Magistrat), va començar a unificar a tots aquells en contra de la figura de Ieyasu. Ja que ningú es va atrevir a fer-li front, Mitsunari va decidir que l'única opció era que fos assassinat. Quan els principals generals de Ieyasu es van assabentar del pla, van decidir eliminar Mitsunari, per tant, aquest va haver de fugir cap al castell Osaka disfressat de dona i pujat en un palanquí. Sorprenentment Mitsunari va decidir demanar ajuda i protecció directament a Ieyasu, qui va accedir a rebre'l al castell Fushimi com convidat, on va romandre fins a la primavera de 1599 quan Ieyasu li va demanar que tornés al seu propi castell, el Sawayama.
El 22 d'agost, mentre Ieyasu organitzava el seu exèrcit amb la intenció d'enfrontar-se a Uesugi Kagekatsu, un dàimio rebel, Mitsunari va decidir actuar recolzat pels altres bugyō i tres dels quatre tairō (大老, lit. gran ancià), els quals havien formalitzat una queixa contra Ieyasu acusant-lo de tretze càrrecs diferents. Entre els càrrecs destacaven haver donat en matrimoni filles i fills amb finalitats políiques i haver pres possessió del castell Osaka, antiga residència de Hideyoshi, com si fos seu. Ieyasu va interpretar la missiva com una clara declaració de guerra, de manera que pràcticament tots els dàimios del país prengueren partit, ja fos per l'anomenat «Exèrcit de l'Oest» de Mitsunari o per l'«Exèrcit de l'Est» de Ieyasu.
Al llarg dels següents mesos, tots dos bàndols van fer plans i preparatius per a la batalla, la qual es produiria prop d'un petit poblat anomenat Sekigahara.

## Antecedents

### Moviments previs a la campanya

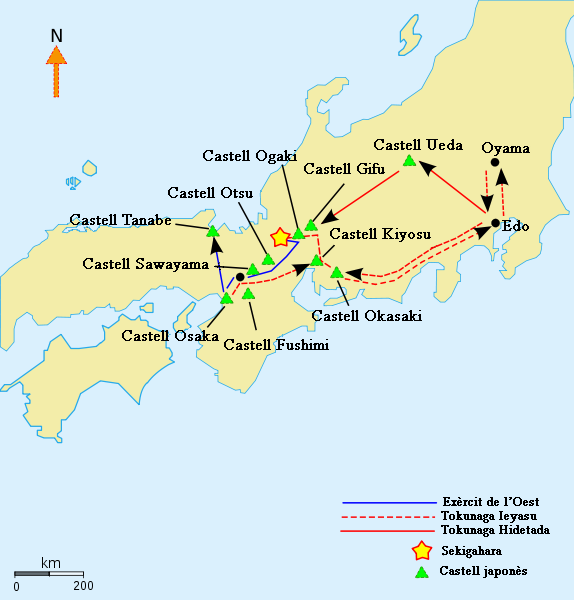
Moviments d'ambdós exèrcits entre el juliol i l'octubre del 1600.

Uesugi Kagekatsu, dàimio de la província d'Aizu, ràpidament, va començar a construir i ampliar noves defenses en el seu domini. Quan Ieyasu li va demanar una explicació, aquest a través d'un dels seus principals vassalls, li va respondre irònicament que «mentre els samurais de la ciutat passaven el temps col·leccionant implements de te, els del camp col·leccionaven armament». Ieyasu va ordenar a Kagekatsu que es presentés personalment a oferir una explicació del seu comportament però com que no va rebre cap resposta va decidir reunir en concili els seus aliats, i es trobaren a Osaka el 12 de juliol. Finalment el 24 del mateix mes, Ieyasu i el seu exèrcit van sortir d'Osaka rumb a Aizu.
Tot i que Kagetsugu estava al corrent de la situació no va mostrar cap preocupació, ja que sabia que abans que estigués en perill, Mitsunari i el seu exèrcit atacarien al de Ieyasu. Kagekatsu va decidir llavors prendre la iniciativa i atacar, de manera que gairebé immediatament tant Mogami Yoshiakira com Date Masamune, aliats del clan Tokugawa, contraatacaren, controlant la situació.
Ieyasu va fer una pausa el 25 de juliol al castell Fushimi, que era custodiat per Torii Mototada, un dels seus principals vassalls, amb qui va passar la tarda parlant i bevent. Tots dos sabien que una de les primeres accions de Mitsunari seria atacar aquest castell, i Mototada no tenia cap esperança de sortir-ne victoriós. Mototada va assegurar que el castell cauria només si la seva força era superada en una xifra deu vegades més gran. L'endemà, el comiat de tots dos va ser veritablement emotiu.
Mentre l'«Exèrcit de l'Est» marxava cap al seu destí, Mitsunari havia convocat els principals conspiradors al castell Sawayama, entre els quals hi havia: Ukita Hideie, braç dret de Mitsunari; Shimazu Yoshihiro, dàimio de Satsuma; Kobayakawa Hideaki; Nabeshima Katsushige; Chōsokabe Morichika, i Otani Yoshitsugu.
Tokugawa i el seu exèrcit avançaren lentament esperant els moviments de l'exèrcit enemic i finalment van arribar a Edo el 10 d'agost on van romandre fins a l'1 de setembre, quan van reprendre la marxa cap al nord d'Oyama amb un exèrcit que comptava amb 50.000 combatents.
Mentrestant a Osaka, Kikkawa Hiroie estava enfadat perquè Mitsunari no havia permès que el seu clan entrés en acció, per la qual cosa va començar a enviar missatges als generals sota el comandament de Tokugawa, Kuroda Nagamasa i Ii Naomasa, assegurant que en el moment de la batalla, els 36.000 soldats del clan Mori no s'enfrontarien a l'«Exèrcit de l'Est».

#### Setge de Fushimi

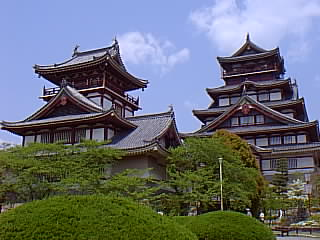
El castell Fushimi custodiat per Torii Mototada sucumbí davant el setge imposat per l'«Exèrcit de l'Oest» el 6 de setembre de 1600.

El 27 d'agost les forces de l'«Exèrcit de l'Oest» van arribar al castell Fushimi tal com havien previst Ieyasu i Mototada. Juntament amb els guàrdies del castell es trobaven a més un centenar de guerrers ninges provinents de la regió de Koga. Aquests ninges van brindar suport dins del castell mentre que d'altres feien guerra de guerrilles als voltants. Els defensors van suportar el setge de 40.000 soldats durant deu dies. Sabent que havien d'aturar l'exèrcit invasor pel major temps possible per tal que Ieyasu pogués prendre els castells enemics al llarg del Nakasendō, la rendició no entrava dins dels plans de Mototada. Al cap d'aquests deu dies un traïdor, a qui Mitsunari havia amenaçat de crucificar a la seva esposa i el seu fill, va calar foc a una de les torres de manera que els invasors van poder entrar fins al castell central. Amb només 200 homes supervivents i el castell en flames, Mototada efectuà cinc contraatacs fins que només quedaren 10 homes. En aquesta situació, Mototada i els supervivents van decidir cometre seppuku per evitar ser capturats amb vida. Aquell mateix dia, el 6 de setembre, Mitsunari i els seus homes van poder prendre el castell definitivament, que en total els costà prop de 3.000 baixes.

#### Mobilització de les tropes
Amb la caiguda del castell Fushimi els aliats de l'«Exèrcit de l'Oest» tenien ara el camí obert per reunir-se amb seguretat al castell Ōgaki per marxar junts al nord i a l'est, amb la finalitat d'atacar l'exèrcit de Ieyasu per la rereguarda, acorralat en el seu domini a la província de Mikawa. El 10 de setembre Ieyasu ja estava de tornada a Edo preparant el seu exèrcit per a la batalla final i el 15 de setembre Mitsunari i les seves tropes arribaren a Ōgaki, de manera que Ieyasu va considerar tornar a Osaka.
Els castells Kiyosu i Gifu es trobaven a uns 24 quilòmetres de distància d'Ōgaki, i a causa de la seva proximitat amb els camins Nakasendō i Tokaido, qui controlés aquests castells en controlaria el trànsit. El castell Kiyosu era controlat per Osaki Gemba (conegut pels seus enemics com Oni, 鬼, lit. Dimoni), vassall de Fukushima Masanori, aliat de Tokugawa, mentre que el castell Gifu era controlat per Oda Hidenobu, net d'Oda Nobunaga, que s'havia aliat amb el bàndol de Mitsunari. Conscient del perill que representava Hidenobu, Ieyasu va enviar 16.000 homes comandats per Fukushima Masanori, Kuroda Nagamasa, Honda Tadakatsu, Ii Naomasa i Hosokawa Tadaoki per assegurar primer el castell Kiyosu i posteriorment prendre el castell Gifu a qualsevol cost. Posteriorment envià 15.000 soldats més sota les ordres d'Ikeda Terumasa, Asano Yoshinaga i Yamanouchi Kazutoyo, i va fer un últim enviament de 36.000 homes més comandats pel seu fill Hidetada perquè viatgessin pel Nakasendō per tal de garantir el compliment de l'objectiu.
Les forces al Tokaido, que sumaven 31.000 soldats, van assetjar el castell Gifu el 28 de setembre i l'endemà ja era controlat per l'«Exèrcit de l'Est». Hidenobu va ser enviat sota custòdia a un monestir perquè, després de la batalla, Ieyasu decidís el seu futur.
El 7 d'octubre Ieyasu va decidir sortir d'Edo amb el seu exèrcit de 30.000 homes per marxar cap a l'oest. A diferència del viatge d'anada, que havia realitzat en 40 dies amb només alguns centenars d'homes, el de tornada el va realitzar pel mateix trajecte en tan sols dues setmanes.

#### Setge d'Ueda
Hidetada marxà d'Edo pel Nakasendō amb l'objectiu de prendre el castell Ueda, per a posteriorment reunir-se amb el seu pare en algun punt de la província de Mino el 20 d'octubre. El setge al castell defensat pel clan Sanada va començar el 12 d'octubre i els defensors, comandats per Sanada Masayuki, van aconseguir resistir els embats de l'enemic. Hidetada, tement haver-se demorat massa, va trencar el setge el 16 d'octubre i va prendre la seva ruta novament. Quan va haver arribat a Sekigahara, la batalla ja havia finalitzat.

#### Setge d'Ōtsu
El castell Otsu era controlat per Kyōgoku Takatsugu, partidari de Ieyasu, i a causa de la posició estratègica d'aquest, a la vora del llac Biwa, tots dos bàndols estaven interessats a controlar-lo.
El 13 d'octubre una força de 13.000 homes sota el lideratge de Mori Motoyasu, Tachibana Muneshige i Tsukushi Hirakodo va prendre posicions al voltant del castell juntament amb les forces navals de Mashita Magamori per a començar el setge. Aquest conflicte bèl·lic va servir d'entreteniment per als habitants de Kyoto, que es van situar als turons veïns portant aliments per gaudir de l'esdeveniment a manera d'obra teatral. Els defensors, comptabilitzats en 3.000 homes, resistiren els atacs i pel sisè dia Takatsugu envià un grup de ninges al campament del clan Mori perquè robessin algunes de les seves insígnies i banderes. L'endemà al matí les banderes onejaven a l'interior del castell però no van aconseguir l'objectiu de desmoralitzar-lo. Al contrari, tant els Mori avergonyits com els Tachibana, que en un inici havien pensat que el castell efectivament havia caigut i ells no hi havien participat, van redoblar esforços per atacar els defensors. El castell finalment va caure el 21 d'octubre i encara que Takatsugu havia perdut la batalla, havia aconseguit mantenir lluny de l'enfrontament principal 15.000 soldats del bàndol de Mitsunari.

### Moviments previs a la batalla
Després d'una lenta marxa, Mitsunari i els seus homes van arribar a Ōgaki, des d'on va enviar un grup de missatgers amb instruccions perquè Mori Terumoto mobilitzés les seves tropes cap a Osaka. Aquests missatgers van ser capturats per soldats de l'«Exèrcit de l'Est», per la qual cosa es va enviar un segon grup de missatgers que finalment van poder lliurar el missatge. Terumoto va començar a avançar amb 30.000 homes. Al mateix temps, Kobayakawa Hideaki va enviar els seus propis missatgers, que van ser enviats davant la presència de Ieyasu on li van assegurar que rebrien el seu suport una vegada comencés la batalla decisiva.
Tres dies després de rebre el missatge de Hideaki, el 17 d'octubre, Ieyasu va arribar a Kiyosu i dos dies després ja es trobava al castell Gifu.

#### Escaramussa a Akasaka
Ieyasu i els seus homes van arribar a Akasaka el 20 d'octubre, on van establir un petit campament en un petit turó anomenat Okayama. La proximitat de l'enemic consternà al bàndol lleial a Mitsunari i es van sorprendre de la velocitat del seu avanç. Altres dàimios van sol·licitar autorització per efectuar una tasca de reconeixement al campament enemic, per la qual cosa Shima Sakon i Akashi Masataka, juntament amb 1.300 homes, van sortir del campament. Tots dos bàndols es van enfrontar llavors en una escaramussa al mig del riu Kuisegawa, durant la qual el pont va ser destrossat. L'enfrontament va acabar quan va començar a caure la nit.
De tornada al campament, tant Shimazu Yoshihiro com Ukita Hideie van proposar un atac nocturn a gran escala al campament enemic, ja que els seus soldats estaven descansats, havien menjat i dormit amb les seves armadures posades per dues setmanes, de manera que aconseguirien una victòria definitiva. Sakon es va negar davant la proposta, llegant que aquest tipus d'atacs nocturns eren «covards» i utilitzats per exèrcits de menors proporcions davant un enemic superior, i pel fet que ells comptaven amb més elements, sortirien amb la victòria. La idea de l'atac nocturn va ser rebutjada. Mitsunari llavors va prendre la decisió d'ordenar una retirada general cap a Sekigahara, un lloc on, segons ell, tindrien l'avantatge en el camp de batalla.

## Batalla

### Les primeres hores

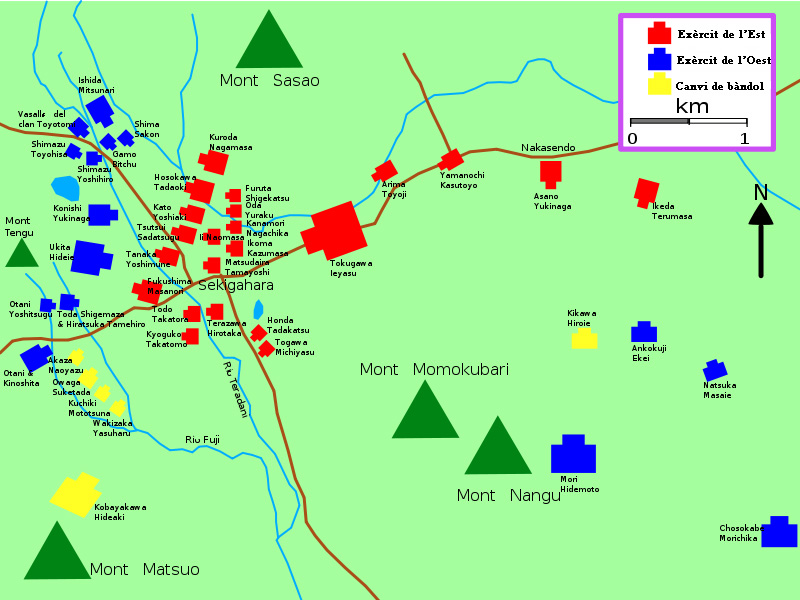
Configuració inicial de les tropes.

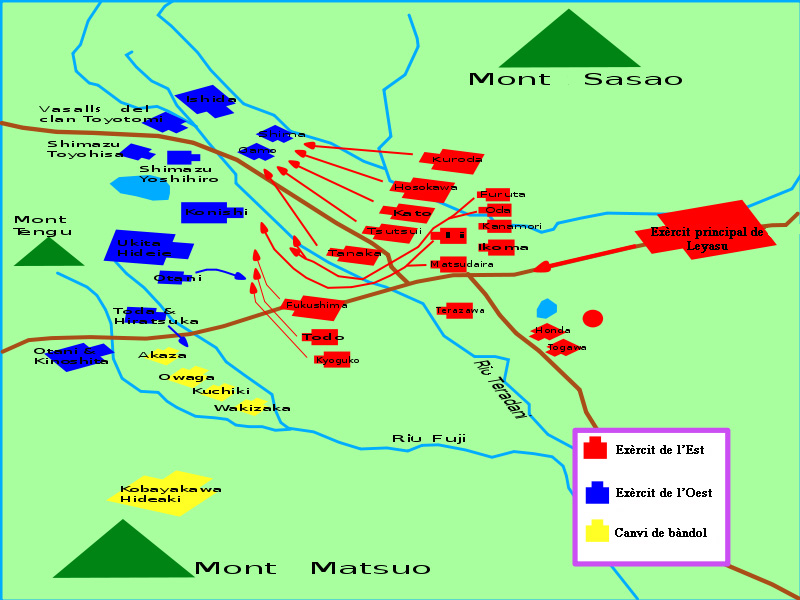
Primers moviments en la batalla.

Prop de les 4:30 del matí les tropes de l'«Exèrcit de l'Oest» estaven formades i en posició de batalla. A mitjanit, quan Ieyasu va rebre la notícia que les tropes enemigues es mobilitzaven, i després de determinar la direcció que prenia l'exèrcit enemic, de la mateixa manera, va ordenar mobilitzar el seu exèrcit en direcció a la nova ubicació. Tots dos exèrcits van arribar gairebé al mateix temps al lloc on es va desenvolupar la batalla. Tot i que és impossible saber el nombre real de samurais que van estar presents en aquest enfrontament, algunes fonts asseguren que aquell dia van participar prop de 250.000 soldats.
El dia es va despertar plujós. Una espessa boira cobria la vall de manera que la visibilitat es reduïa a uns pocs metres i les tropes tenien dificultats per identificar l'enemic. A les vuit del matí la boira es va dispersar i poc després va començar l'enfrontament. No està del tot clar quin bàndol va començar l'atac, però es creu que els primers que es van mobilitzar van ser 30 genets del bàndol de l'est, membres d'«els dimonis vermells» d'Ii Naomasa, els quals van atacar la posició d'Ukita Hideie, estenent-se la lluita immediatament als dos exèrcits.
L'atac inicial de Naomasa va ser tan sorprenent i violent que van arribar fins a les línies del clan Shimazu. A l'altre costat del camp de batalla, l'atac de Kyōgoku Takamoto, Todó Takatora i Terazawa Hirotaka van escombrar la posició d'Otani Yoshitsugu.
Prop de 20.000 homes corresponents a les forces de Kuroda Nagamasa, Tanaka Yoshimasa, Hosokawa Tadaoki, Kato Yoshiaki i Tsutsui Sadatsugu van fer una càrrega directa contra la zona de control de Mitsunari. Ràpidament, es va crear un anell defensiu per evitar que arribessin fins on es trobava Mitsunari i van aconseguir aturar l'atac.
Per donar suport a Nagamasa, Togawa Michiyasu i Ikoma Masumasa van emportar arcabussers, els quals van disparar al flanc dret de les línies frontals de l'«Exèrcit de l'Oest». Shima Sakon, que havia sortit il·lès de l'escaramussa a Akasaka, va caure ferit d'un tret i es va veure obligat a retirar-se.
Les tropes de Tokugawa estaven motivades i van redoblar els esforços, de manera que Mitsunari va decidir utilitzar cinc canons contra l'enemic. Com que al Japó els canons s'havien usat molt poc en batalles, Mitsunari va aconseguir l'efecte desitjat i les tropes enemigues es van replegar. Va ordenar als seus soldats que avancessin per atacar Tanaka Yoshimasa, però les forces de Kato Yoshiaki i de Hosokawa Tadaoiki van reaccionar a temps, aconseguint que les tropes d'Ishida tornessin a prendre posicions defensives.
A l'altre costat del mont Nangū, Asano Yukinaga va liderar als seus 6.510 samurais a atacar directament Natsuko Masai. D'una i altra banda es van disparar trets intercalats d'arcabús encara que sense gaire ordre ni estratègia. Ota Gyūichi va escriure posteriorment sobre la primera fase de la batalla:
| «              | Aliats i adversaris es van pressionar els uns als altres. El foc dels arcabussos i els crits retrunyien al cel i estremien la terra. El fum negre pujava, fent el dia com la nit. | » |
| — Ota Gyūichi. | |   |

Otani Yoshitsugu entaulà un dur combat amb les tropes de Todó Takatora i Kyōgoku Takatomo, mentre que les de Konishi Yukinaga mantenien un ferotge combat cos a cos amb les d'Oda Yuraku i Terezawa Hirotaka. Però en aquell moment no hi havia un lloc més caòtic que el lloc on s'enfrontaven Fukishima Masanori i Ukita Hideie, a causa dels constants atacs i contraatacs d'un i altre bàndol.

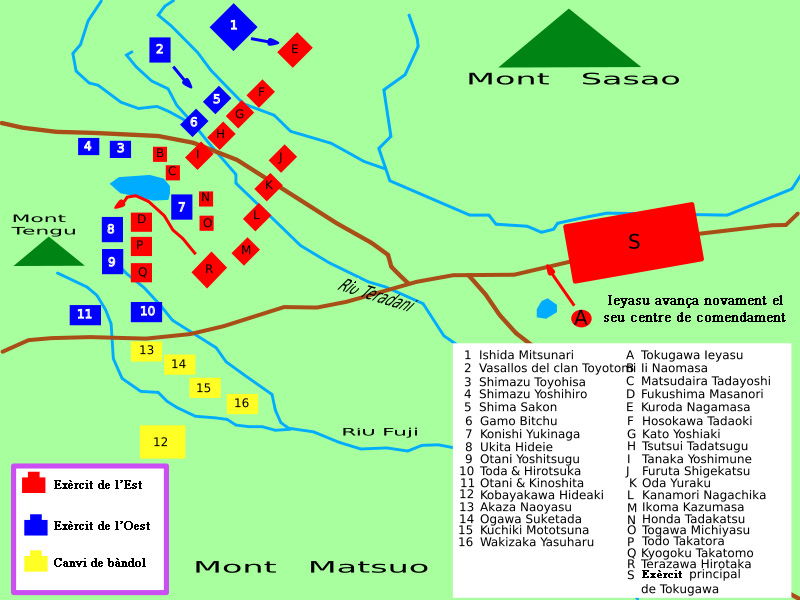
La batalla entre les 11:00 i les 11:30 del matí

Cap a les 10:00 del matí Ieyasu va decidir avançar el seu centre de comandament acostant-se al de l'enemic, mentre que Mitsunari havia enviat un missatger a Shimazu Yoshihiro perquè s'unís a la batalla, ja que, dels seus prop de 80.000 soldats, només havien entrat en combat uns 35.000. El missatger va insultar l'orgull del vell Shimazu en donar el missatge sense primer haver baixat del seu cavall, per la qual cosa Mitsunari en persona va haver d'anar a donar l'ordre d'atacar. Shimazu li va contestar: «A la batalla, un ha d'encarregar-se dels seus propis assumptes i lluitar les seves pròpies batalles […] no hi ha temps per preocupar-se dels assumptes dels altres, ja sigui en el front, rereguarda o en els flancs». Mitsunari tornà a la seva posició per observar la situació imperant i considerar els ajustos necessaris. Davant la negativa del clan Shimazu, ara depenia del clan Mori i de les tropes de Kobayakawa Hideaki.
L'«Exèrcit de l'Oest» havia estat durament atacat però s'havia pogut reagrupar gràcies al lideratge d'Ukita Hideie. Tot anava sortint d'acord amb el pla: Hideie suportaria l'atac principal de Tokugawa, Kobayakawa Hideaki llançaria i atacaria les tropes enemigues per un flanc, Mitsunari per l'altre i el contingent del clan Mori per la rereguarda, d'aquesta manera encerclarien Tokugawa sense donar-li oportunitat de fugir. Al voltant de les 11 del matí Mitsunari va considerar que era el moment oportú d'enviar el senyal perquè Kobayakawa Hideaki i els seus 15.000 homes procedissin d'acord al pla, de manera que van encendre els senyals de foc que havien acordat amb antelació.
En veure els senyals, Ankokuji Ekei i Natsuko Masai va comprendre que era moment d'entrar en la lluita, però quan van veure que Kikkawa Hiroie no feia cap moviment, van enviar un missatger a preguntar si tenien algun problema. Hiroie només va respondre que estava molt ocupat menjant pel que va sol·licitar que no el molestessin. Van decidir aleshores esperar també que Hiroie entrés en acció.

### La traïció de Hideaki

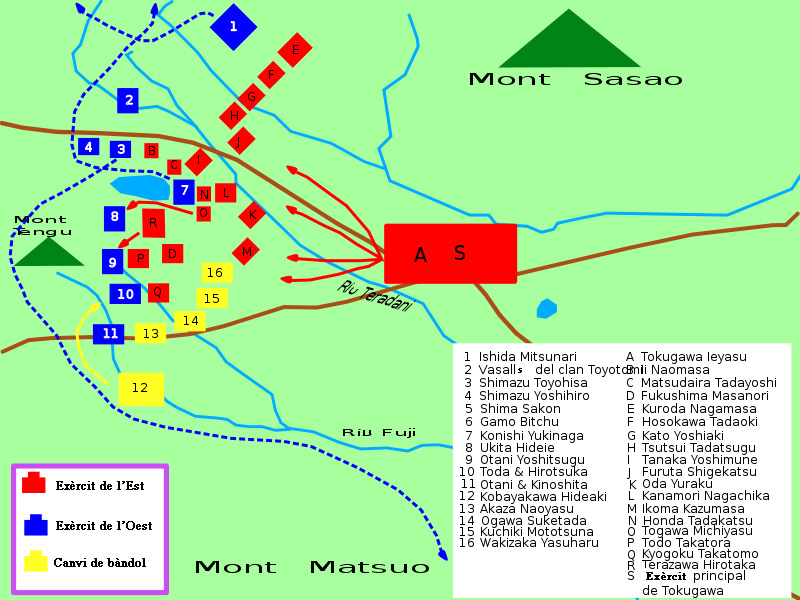
Kobayakawa Hideaki decideix entrar a la batalla donant suport al bàndol contrari. Alguns se li sumen mentre que l'«Exèrcit de l'Oest» es desmoralitza i els seus integrants comencen a fugir desordenadament.

Tant Ieyasu com Mitsunari estaven ansiosos per veure com procediria Hideaki: si recolzaria l'exèrcit de l'Est o el de l'Oest. Ieyasu va decidir enviar un contingent d'arcabussers perquè ataquessin la posició de Kobayakawa, just enrere de Hideaki, que va semblar sortir de la letargia davant els trets i finalment va cridar: «El nostre objectiu és Otani Yoshitsugu!».
Otani Yoshitsugu estava preparat davant la possibilitat de la traïció de Hideaki, pel que havia mantingut dues divisions a la rereguarda. Malauradament per a ell l'atac de l'enemic havia estat massa intens i quan va ser atacat per les tropes del traïdor, els seus homes i generals van començar a caure un a un. Sabent que ni la retirada ni la fugida eren factibles, Yoshitsugu li va demanar a un dels seus vassalls que li tallés el cap i l'amagués de tal manera que l'enemic no pogués obtenir-lo com a trofeu.
Una vegada que es va córrer el rumor de la traïció, l'«Exèrcit de l'Oest» va perdre tot ordre i els ànims dels samurais es va ensorrar.
Els Shimazu van ser assolits finalment per Ii Naomasa i Shimazu Toyohisa va ser assassinat. Yoshihiro va comprendre que no hi havia més opció que fugir, per la qual cosa reagrupà el seu exèrcit i va emprendre la retirada, deixant alguns arcabussers enrere amb la finalitat d'aturar l'avanç dels «dimonis vermells». Entre els trets dels arcabussers Shimazu, Ii Naomasa va rebre l'impacte d'una bala a l'espatlla, per la qual cosa es va veure obligat a retirar-se i deixar que els Shimazu escapessin.
Kikkawa Hiroie, al comandament de 3.000 homes en l'avançada de les tropes del clan Mori, va refusar participar, per la qual cosa Mori Hidemoto va fer el mateix amb els seus 15.000 guerrers. Durant la seva fugida, els Shimazu es van topar amb la divisió de Chōsokabe Morichika, que en assabentar-se de la situació van decidir que tampoc no entrarien a la batalla.
L'exèrcit restant va començar a fugir en desbandada. Mitsunari, envoltat de tan sols alguns dels seus principals generals, va decidir fugir a les muntanyes. Al voltant de les 2.00 h de la tarda, Ieyasu va declarar la guerra acabada.

### El final de la batalla

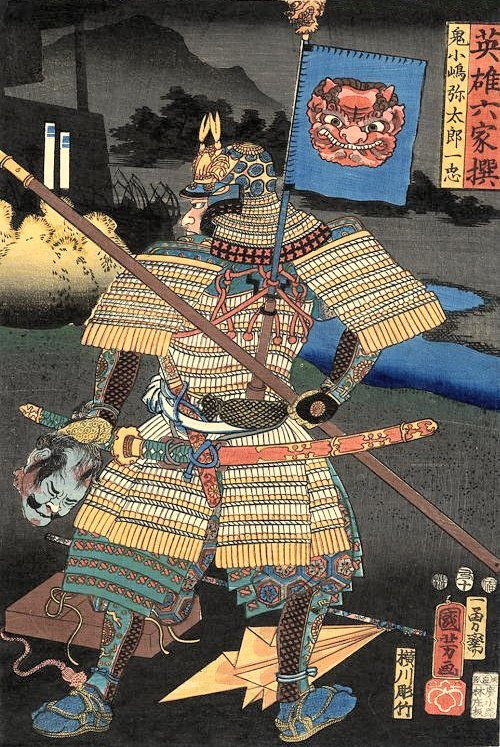
En finalitzar la batalla es realitzava una cerimònia on les caps tallats dels enemics eren exhibits al general victoriós..

Ja en el seu campament Ieyasu segué entre els seus principals consellers i generals i ordenà que es preparés la cerimònia on es presentaven els caps tallats dels principals generals de l'exèrcit enemic. Aquesta cerimònia era tradicional en els samurais i consistia en un ritual en el qual se seguien els següents passos: Primer els caps tallats dels enemics eren rentats i pentinats. Un cop fet això, s'ennegrien les dents aplicant un tint anomenat ohaguro. Finalment els caps eren disposats amb cura sobre una taula per a la seva exposició.
Mentre es preparava aquesta cerimònia, els principals generals van començar a arribar al campament. El primer a aparèixer va ser Kuroda Nagamasa, qui va rebre un tantō com obsequi, assegurant que la victòria s'havia arribat a causa de la seva lleialtat i esforç. A continuació van arribar Honda Tadakatsu i Fukushima Masanori, seguits per Ii Naomasa, que va haver de ser ajudat a causa de la ferida rebuda. Kobayakawa Hideaki va arribar al campament i immediatament es va postrar davant Ieyasu, disculpant pel setge al castell Uedahara i demanant que se li permetés liderar l'atac al castell Sawayama per compensar «el seu error».
Finalment, i posterior a la cerimònia de cobrament de caps, va arribar Tokugawa Hidetada. Ieyasu no va acceptar veure'l immediatament i només el va rebre entrada la tarda, sense dir cap paraula.

## Conseqüències

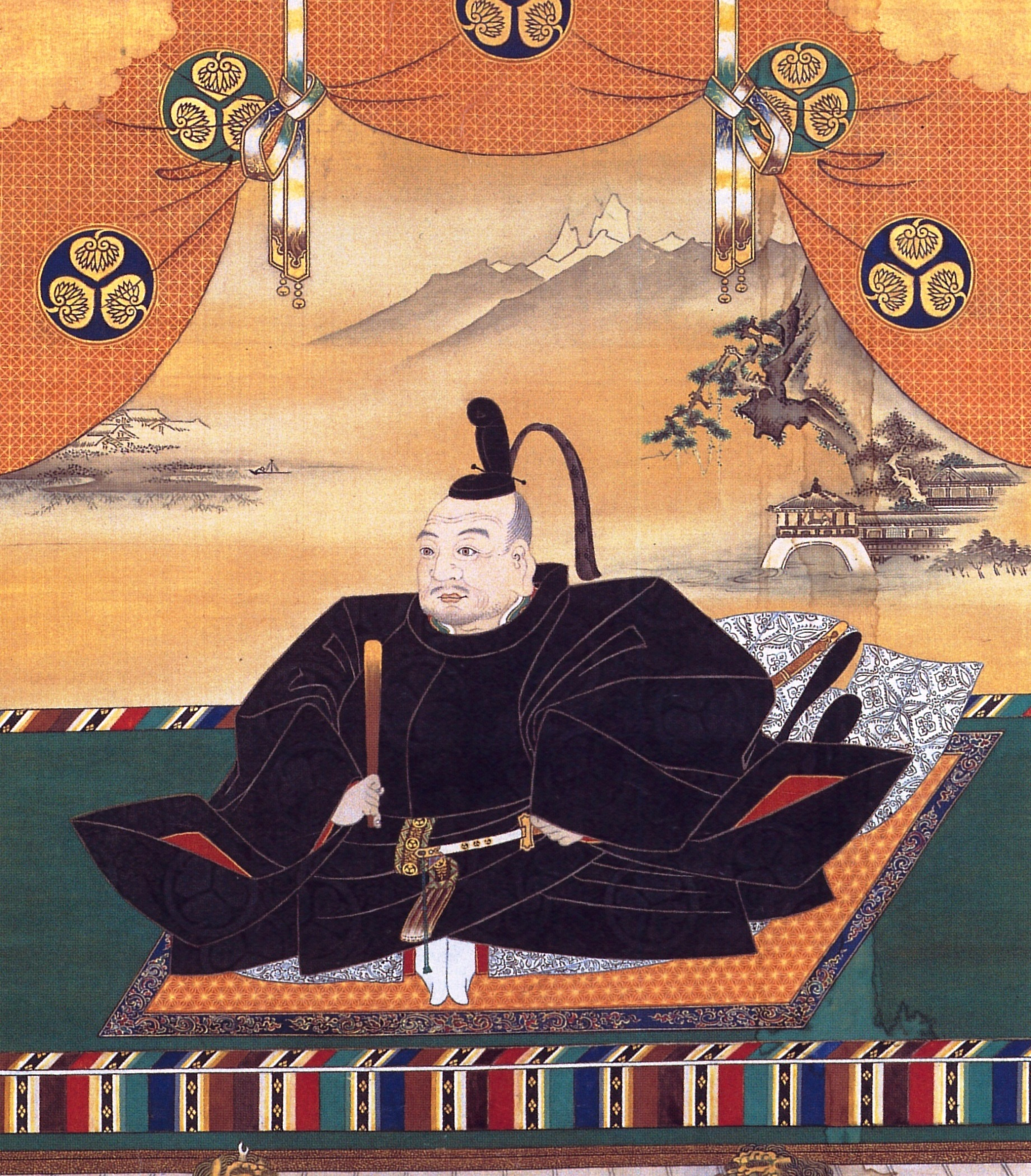
Gràcies a la victòria a Sekigahara, Tokugawa Ieyasu va ser nomenat shōgun i s'instaurà el shogunat Tokugawa.

La primera acció del triomfant Ieyasu va ser prendre el castell pertanyent a Mitsunari, el qual era resguardat per Ishida Masazumi, germà de Mitsunari. Kobayakawa Hideaki va tenir «l'honor» d'encapçalar l'atac contra el castell i només dos dies després Masazumi es va rendir cometent seppuku.
Alguns dies després de la batalla Ishida Mitsunari va ser capturat juntament amb Ankokuji ekei i Konishi Yukinaga, i van ser escortats fins a Kyoto on van ser decapitats a Rokujō-ga-fara. Ukita Hideie va fugir del camp de batalla i es va amagar amb els Shimazu a Satsuma i durant la seva absència el seu feu de tres províncies va ser confiscat i distribuït. El 1603 Shimazu Iehisa va revelar el seu amagatall i ràpidament va ser condemnat a mort, encara que posteriorment només se'l va obligar a l'exili a l'illa de Hachijo-Jima, on va morir el 1655.
Ieyasu va guanyar la supremacia quasi absoluta al país i va decidir instal·lar a Toyotomi Hideyori al castell Osaka (des del qual s'aixecaria en armes contra el shogunat el 1614 en el que és conegut com a «Setge d'Osaka»). Li va atorgar a més un feu valorat en 650.000 koku. Finalment el 1603, Ieyasu va ser nomenat oficialment per l'emperador Go-Yōzei com shogun, establint així el shogunat Tokugawa, que duraria més de 250 anys.

### Repartició de les terres
Per recompensar a tots aquells que l'havien recolzat en la victòria i castigar els seus detractors, Ieyasu va confiscar les terres de 90 famílies, les quals en total equivalien a 6,5 milions de koku, i les va redistribuir. Dels 204 feus que existien durant el mandat de Toyotomi Hideyoshi, el 1602 i amb la reassignació, només en van quedar 188 distribuïts de la següent manera:
| Feus sense canvis           |           |
| Dàimio                      | Koku      |
| Clan Shimazu                | 605.000   |
| Clan Nabeshima              | 357.000   |
| Hori Hideharu               | 300.000   |
| Mōri Tadamasu               | 120.000   |
| Nanbu Toshinao              | 100.000   |
| Honda Tadakatsu             | 100.000   |
| Sakakibara Yasumasa         | 100.000   |
| 62 feus de menys de 100.000 | 1.747.000 |
| Total (69 feus)             | 3.429.000 |

| Feus que van augmentar amb Ieyasu |           |            |
| Dàimio                            | Increment | Koku       |
| Maeda Toshinaga                   | 360.000   | 1.195.000  |
| Yūki Hideyasu                     | 650.000   | 751.000    |
| Date Masamune                     | 25.000    | 605.000    |
| Gamō Hideyuki                     | 420.000   | 600.000    |
| Kobayakawa Hideaki                | 51.000    | 574.000    |
| Mogami Yoshimitsu                 | 330.000   | 570.000    |
| Kuroda Nagamasa                   | 343.000   | 523.000    |
| Matsudaira Tadayoshi              | 420.000   | 520.000    |
| Ikeda Terumasa                    | 368.000   | 520.000    |
| Katō Kiyomasa                     | 270.000   | 520.000    |
| Fukushima Masanori                | 298.000   | 498.000    |
| Asano Yukinaga                    | 178.000   | 395.000    |
| Nagaoka Tadaoki                   | 139.000   | 369.000    |
| Tanaka Yoshimasa                  | 225.000   | 325.000    |
| Horio Tadauji                     | 70.000    | 240.000    |
| Tōdō Takatora                     | 120.000   | 203.000    |
| Yamanouchi Kazutoyo               | 134.000   | 202.000    |
| Katō Kamei                        | 100.000   | 200.000    |
| Hachisuka Iemasa                  | 10.000    | 187.000    |
| Ii Naomasa                        | 60.000    | 180.000    |
| Nakamura Kazutada                 | 30.000    | 175.000    |
| Ikoma Kazumasa                    | 23.000    | 173.000    |
| Takeda Nobuyoshi                  | 110.000   | 150.000    |
| Kyōgoku Takatomo                  | 23.000    | 123.000    |
| Terazawa Hirotaka                 | 40.000    | 120.000    |
| Satomi Yoshiyasu                  | 30.000    | 120.000    |
| Sanada Nobuyoki                   | 88.000    | 115.000    |
| Okudaira Nobumasa                 | 20.000    | 100.000    |
| Torii Tadamasa                    | 60.000    | 100.000    |
| Okudaira Iemasa                   | 100.000   | 100.000    |
| 85 feus de menys de 100.000 koku  |           | 1.746.000  |
| Total (115 feus)                  |           | 12.199.000 |

De la mateixa manera es van establir dos tipus de senyors feudals: els fudai-dàimio (谱代大名, fudai-daimyo) i els tozama-dàimio (外様大名, tozama-daimyo). Els fudai eren aquells que havien estat lleials anterior o durant la batalla de Sekigahara, mentre que els tozama eren aquells la lleialtat s'havia assegurat només després de la batalla, pel que van ser relegats del cercle principal d'influència del govern.

## Nombre de soldats
Tot i no se saber-se amb exactitud la xifra dels soldats presents en el camp de batalla, la majoria dels acadèmics asseguren que aquell dia es van donar cita entre 170.000 i 200.000 guerrers. L'historiador nord-americà Anthony J. Bryant assegura que les tropes presents a la batalla es componen de la següent manera:
| Forces de l'Exèrcit de l'Est | Forces de l'Exèrcit de l'Est |                            | Forces de l'Exèrcit de l'Oest | Forces de l'Exèrcit de l'Oest |
| --- | ---------------------------- | -------------------------- | ----------------------------- | ----------------------------- |
| Dàimio | soldats                      | Dàimio                     | soldats                       |                               |
| Tokugawa Ieyasu | 30.000                       | Mōri Terumoto*             | ---                           |                               |
| Honda Tadakatsu | 500                          | Ishida Mitsunari           | 4.000                         |                               |
| Hosokawa Tadaoki | 5.000                        | Shima Sakon                | (1.000)                       |                               |
| Ii Naomasa | 3.600                        | Gamo Bitchū                | (1.000)                       |                               |
| Matsudaira Tadayoshi | 3.000                        | Akaza Naoyasu              | 600                           |                               |
| Tsutsui Sadatsugu | 2.850                        | Chōsokabe Morichika        | 6.600                         |                               |
| Arima Toyōji | 900                          | Kikkawa Hiroie             | 3.000                         |                               |
| Asano Yukinaga | 6.510                        | Mōri Hidemoto              | 15.000                        |                               |
| Fukushima Masanori | 6.000                        | Ankokuji Ekei              | 1.800                         |                               |
| Ikeda Terumasa | 4.560                        | Kobayakawa Hideaki         | 15.600                        |                               |
| Ikoma Kazumasa | 1.830                        | Konishi Yukinaga           | 4.000                         |                               |
| Katō Yoshiaki | 3.000                        | Kuchiki Mototsuna          | 600                           |                               |
| Kuroda Nagamasa | 5.400                        | Natsuka Masaie             | 1.500                         |                               |
| Kyōgoku Takamoto | 3.000                        | Ogawa Suketada             | 2.100                         |                               |
| Oda Yūraku | 450                          | Ōtani Yoshitsugu           | 600                           |                               |
| Tanaka Yoshimasa | 3.000                        | Ōtani Yoshikatsu           | 3.500                         |                               |
| Terazawa Hirotaka | 2.400                        | Shimazu Yoshihiro          | 1.500                         |                               |
| Tōdō Takatora | 2.490                        | Shimazu Toyohisa           | (750)                         |                               |
| Yamanouichi Kazutoyo | 2.058                        | Toda Shigemasa             | 1.500                         |                               |
| Yoshida Shigekatsu | 1.200                        | Ukita Hideie               | 17.000                        |                               |
| |                              | Wakizaka Yasuharu          | 990                           |                               |
| |                              | Vassalls del clan Toyotomi | 2.000                         |                               |
| Total | 88.888                       |                            | 81.890                        |                               |
| Nota: Les tropes de Mori Terumoto no es comptabilitzen per què es trobaven en el castell Osaka al moment de la batalla. Els xifres entre parèntesis indiquen que les tropes provenen de l'exèrcit principal del seu comandant i en taronja els que van desertar cap al bàndol de l'«Exèrcit de l'Est». |                              |                            |                               |                               |

## Armes

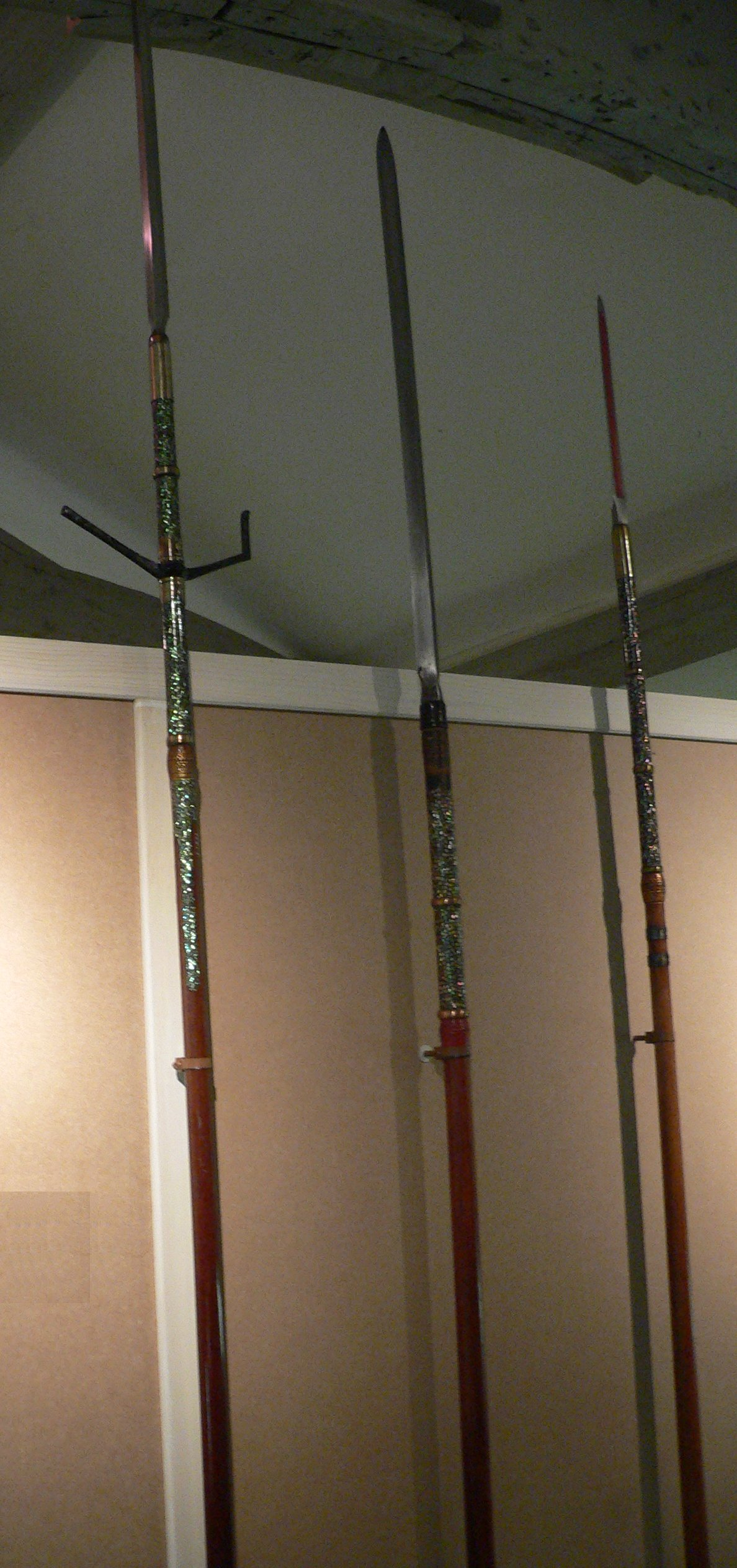
Diferents tipus de yari.

### De fulla tallant
L'arma principal utilitzada en aquesta batalla va ser el yari, una espècie de llança japonesa que tant podien utilitzar les tropes a peu anomenades ashigaru (足軽, Ashigaru lit. «Peus lleugers») com els samurais a cavall, les que tenen una mesura més curta són conegudes com a mochi Yari.
L'arma secundària va ser la nihontō, més comunament coneguda a occident com katana. Encara que al dia d'avui és l'arma més estretament relacionada amb el samurai, no va ser fins al període Edo, una època de pau, on se la va arribar a considerar com «l'ànima del samurai». La katana era utilitzada juntament amb una espasa curta anomenada wakizashi i juntes rebien el nom de daishō (大小, Daishō lit. «gran i petita»).
Quan un samurai portava la seva armadura completa, la katana penjava amb la fulla cap avall i el wakizashi era substituït per un tantō, que va arribar a ser considerat com una de les armes més importants en el camp de batalla pel fet que amb ella se solien definir combats cos a cos i amb aquesta mateixa arma es tallaven els caps dels enemics derrotats.

### Llancívoles

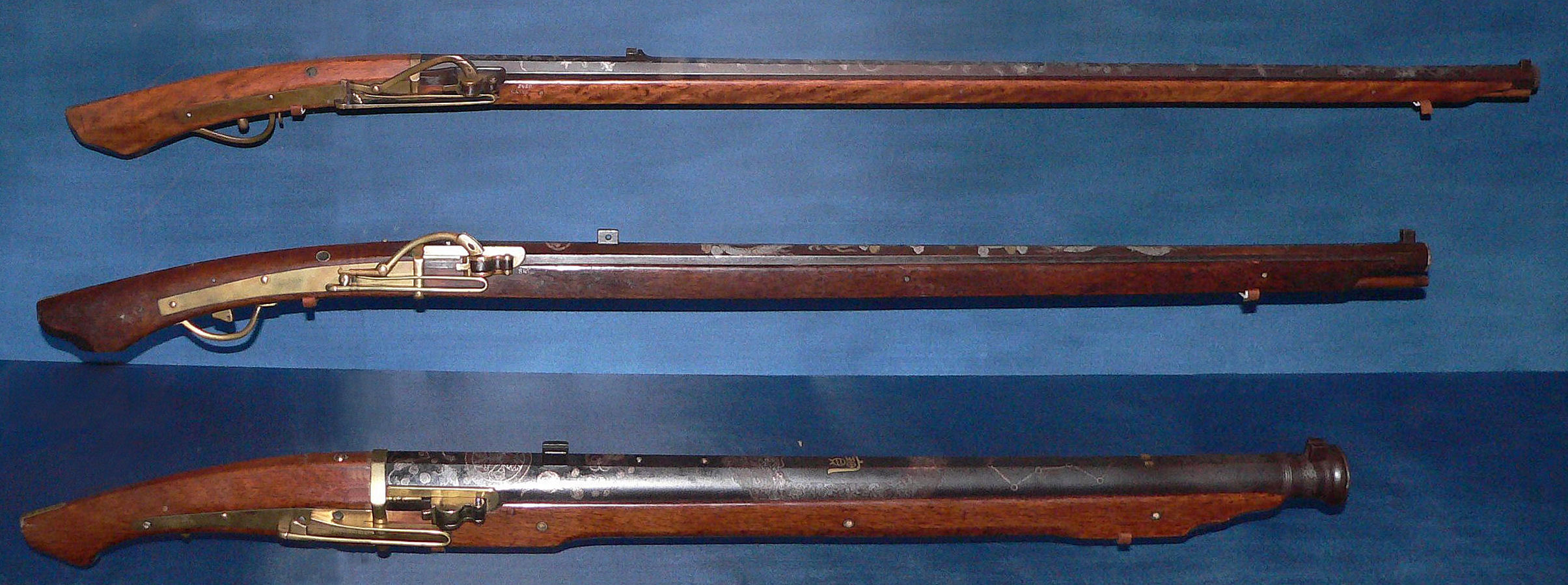
Arcabussos japonesos anomenats teppō del període Edo, els quals van ser desenvolupats a partir del model europeu.

Durant la major part de la història dels samurais, l'arc japonès (anomenat yumi) va ser l'arma predilecta i només se solia recórrer a l'espasa en baixar del cavall i entaular el combat cos a cos, de manera que els samurais solien ser experts en el kyūba no michi «maneig de l'arc a cavall». Els històrics arcs japonesos s'assemblen en gran manera als que s'utilitzen actualment en el kyūdō, que havien d'aixecar-se a l'altura del cap del genet per poder disparar adequadament. La pràctica del cavall i l'arc van donar lloc al yabusame, que se segueix practicant fins als nostres dies.
El 1510, els samurais van conèixer el canó de metall i en aquest mateix any, Hōjō Ujimasa va comprar una pistola xinesa. El 1548, durant la batalla d'Uedahara es va registrar per primer cop l'ús d'armes de foc, per la qual cosa d'una forma o altra el seu ús s'havia estès entre els diferents clans. El 1543, comerciants portuguesos van arribar al Japó buscant un intercanvi comercial i entre els articles que van intercanviar hi havia arcabussos europeus. A partir del 1549, diversos artesans van desenvolupar la tècnica necessària per reproduir aquestes armes i van començar a fabricar els seus propis arcabussos anomenats teppo (鉄炮, lit. «canó d'acer»). Tot i que molts samurais es van oposar a la seva implementació perquè amb aquestes noves condicions qualsevol soldat estava en posició de matar d'un sol tret a un entrenat i destre mestre de les arts marcials (encara fos un humil ashigaru), el seu ús es va propagar per tot el país i es va tornar un element típic en els conflictes bèl·lics. La batalla de Sekigahara no va ser l'excepció, pel que el foc de l'arcabús es va combinar amb l'ús de l'arc, encara que aquest últim ja era considerat rústic i arcaic.

## Armadures

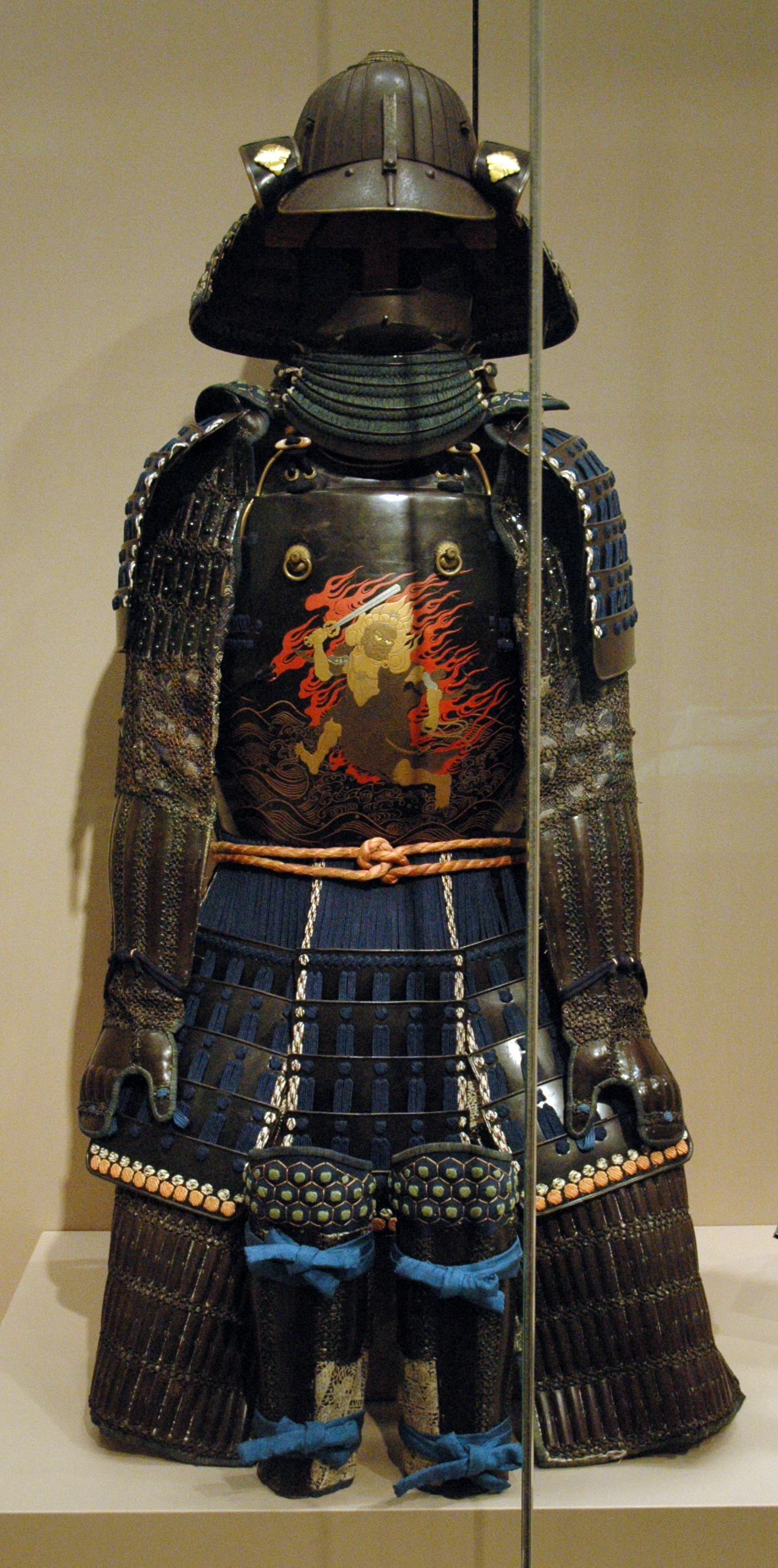
Armadura samurai exhibida al Museu d'Art Asiàtic de San Francisco.

Durant aquesta batalla van prevaler dos tipus d'armadures principals: les de les tropes d'infanteria (soldats ashigaru) i les de la resta dels samurais.
Els ashigaru comptaven amb les armadures menys costoses de tota la tropa. La seva protecció consistia principalment d'una armadura per al cos elaborada per petites plaques unides entre si com una cota de malla de manera que es pogués doblegar, era anomenada tatami gusoku. Estava integrada per un dō (armadura pel tors) o hara ate (armadura que només cobria el front però no l'esquena), un kusazuri (una espècie de faldilla) i un casc de guerra conegut com a jingasa, que fins i tot podia ser utilitzat per coure arròs dins d'ell.
La resta de les tropes portaven una armadura que cobria el cos anomenada dō, la qual constituïa la base d'aquesta indumentària defensiva. En el camp de batalla, els samurais utilitzaven uns mitjons coneguts com a tabi, unes sandàlies de tires anomenades waraji o zori i en algunes ocasions un parell de geta (unes sabates semblants als esclops). Els samurais d'aquest període utilitzaven els Suneate (脛当て) o gamberes, a més d'unes haidate, proteccions a les cuixes que es van tornar famoses després del període Sengoku. Es feien servir a més uns guants anomenats yugake juntament amb les kote (小手, mànigues) per protegir braços i mans. Un uwaobi (上帯) (cinturó exterior) mantenia tot el conjunt de roba i armadura unit. Per protegir el coll s'utilitzava un nodowa, a més que es posava un hachimaki (鉢巻き) al voltant del cap per rebre el pes del kabuto (兜 Casc). Alguns samurais acostumaven a utilitzar algun tipus de màscares per protegir la cara conegudes com a hoate i aquestes podien ser completes, mitja màscara que protegia fins a sota dels ulls i podia o no incloure una peça pel nas.
Un tret característic en ambdós tipus d'armadures va ser la implementació del sashimono, una bandera llarga portada de l'esquena dels guerrers, les quals tenien gravat el nom o emblema del clan al qual pertanyien, el que permetia que es reconeguessin en el camp de batalla.

## Sekigahara en l'actualitat

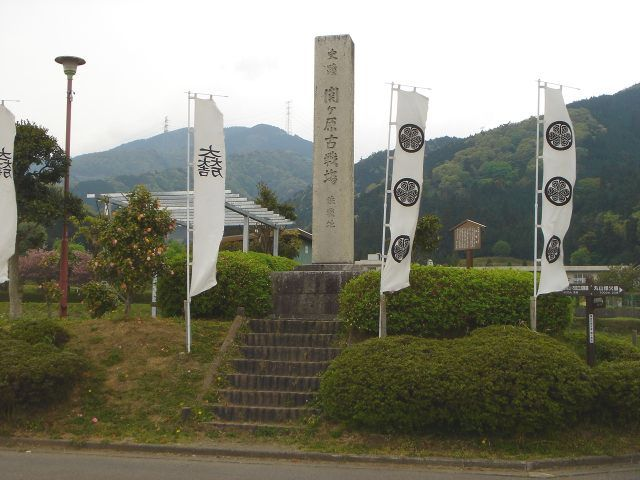
El kassenba, lloc de l'última batalla. A l'esquerra es veuen les banderes amb el kamon d'Ishida, a la dreta les de Tokugawa i al centre l'obelisc.

Al centre del poblat de Sekigahara està marcat el lloc on va estar en l'última instància el comandament Ieyasu, on va assistir a la cerimònia d'exhibició dels caps tallats dels enemics que van prendre durant el combat. Creuant el carrer es troba el Museu Públic de Sekigahara, on s'exhibeixen: armes, armadures, mapes i documents relatius a la batalla.
En el lloc on es va decidir la batalla, enmig d'uns arrossars anomenats kassenba, es construí un obelisc i es mostren les banderes amb les insígnies dels clans samurais que hi van ser presents.
A prop de l'estació del tren hi ha un parc temàtic anomenat Sekigahara Warland, on es mostren algunes estàtues de plàstic a escala natural representant les armes i la vestimenta que es van utilitzar durant aquest conflicte, a més compta amb un petit museu on es mostren diferents tipus d'armadures de finals del segle xvi així com cascs de guerra.
A la zona també es troba un temple que es va construir en honor dels líders de l'«Exèrcit de l'Oest» morts en combat.
El 2000 es van dur a terme diversos esdeveniments per celebrar els 400 anys de la batalla, en el qual més de 800 persones descendents dels guerrers que van estar presents en el combat es van posar armadures i van participar en la representació de la batalla el 8 d'octubre d'aquell any.
Una altra celebració important va tenir lloc durant l'Expo Ogaki 2000 la qual es dugué a terme a les ruïnes del castell Ōgaki, on es van exhibir armes i armadures de l'època, es va muntar un vídeo de la representació de la batalla i es va brindar una ressenya dels comandants presents als visitants. En total més de 748.000 persones van assistir a aquesta exposició entre el 25 de març i el 9 d'octubre d'aquell any.

## En la cultura popular
La batalla de Sekigahara ha servit com tema principal de diverses novel·les, pel·lícules i sèries de televisió sobretot al Japó.
Dins de les principals novel·les destaquen Oinaru Kuwadate de Taichi Sakaiya, Sekigahara de Shiba Ryōtarō a més de Shōgun: A novel of Japan de l'escriptor James Clavell, on es descriuen els esdeveniments que van causar el desenllaç de la batalla.
Dins del gènere del manga es troba la sèrie Azumi, la qual es recrea en finalitzar aquesta batalla i es basa en una dona assassina que després de ser contractada pel shogun Tokugawa, intenta eliminar els aliats del clan Toyotomi. Aquest manga va ser adaptat al cinema el 2003 i ha guanyat cinc premis al Japó.
En el gènere dorama destaquen Sekigahara, del 1981 i el qual va ser una adaptació de la novel·la de Shiba Ryōtarō, Aoi Tokugawa Sandai, produïda per la NHK el 2000 i Sengoku Jieitai: Sekigahara no tatakai, una sèrie del 2006 basada principalment en dues pel·lícules fantàstiques: Sengoku Jieitai de 1976 i Sengoku Jieitai 1.549 del 2005.
Dins dels videojocs sobresurten dos jocs per la Play Station 2: Kessen i Samurai Warriors 2, els quals presenten els escenaris probables que podrien haver passat amb situacions diverses. Un joc per a ordinadors que recrea aquesta batalla històrica és Age of Empires III: The Asian Dynasties, la qual forma part de les campanyes japoneses.
Entre els jocs de taula i dins del gènere wargame destaca Samurai, el volum 5 de la col·lecció Great Battles of History. Publicat per GMT Games el 1997 i reimprès el 2007, el joc conté una simulació històrica altament detallada de la batalla de Sekigahara. Els esdeveniments més importants que van afectar la contesa estan representats en el joc. A més el títol conté altres cinc batalles del període Sengoku: Anegawa, Kawanakajima, Okehazama, Nagashino i mikata-ga-hara.